# Summakijjat Szarkijja
Summakijjat Szarkijja (arab. سماقيات شرقية) – wieś w Syrii, w muhafazie Hims. W 2004 roku liczyła 864 mieszkańców.